# Carpenter (Iowa)
Pour les articles homonymes, voir Carpenter.
Carpenter est une ville du comté de Mitchell, en Iowa, aux États-Unis. Elle est  incorporée le 20 avril 1880.

## Source de la traduction
- (en) Cet article est partiellement ou en totalité issu de l’article de Wikipédia en anglais intitulé « Carpenter, Iowa » (voir la liste des auteurs).